# Erebia mergus
Erebia mergus är en fjärilsart som beskrevs av Fabricius 1793. Erebia mergus ingår i släktet Erebia och familjen praktfjärilar. Inga underarter finns listade i Catalogue of Life.